# Ivan Medvid
Ivan Medvid (Spalato, 13 ottobre 1977) è un ex calciatore bosniaco, di ruolo difensore.

## Carriera

### Club
L'8 luglio 2010, nella partita di ritorno valida per la qualificazione al secondo turno preliminare di Europa League, segnò di testa contro il Sliema Wanderers la prima rete in una competizione UEFA per il Sebenico.

### Nazionale
Iniziò la carriera nazionale con le sezioni giovanili della Croazia per poi esordire con la nazionale maggiore bosniaca il 28 febbraio 2001, nella partita contro l'Ungheria giocatasi a Zenica. La sua ultima partita con la nazionale la disputò il 2 febbraio 2005 contro l'Iran a Teheran.
Indossò la maglia della Nazionale bosniaca per un totale di cinque partite.

## Statistiche

### Cronologia presenze e reti in nazionale
| Cronologia completa delle presenze e delle reti in nazionale ― Bosnia ed Erzegovina | Cronologia completa delle presenze e delle reti in nazionale ― Bosnia ed Erzegovina | Cronologia completa delle presenze e delle reti in nazionale ― Bosnia ed Erzegovina | Cronologia completa delle presenze e delle reti in nazionale ― Bosnia ed Erzegovina | Cronologia completa delle presenze e delle reti in nazionale ― Bosnia ed Erzegovina | Cronologia completa delle presenze e delle reti in nazionale ― Bosnia ed Erzegovina | Cronologia completa delle presenze e delle reti in nazionale ― Bosnia ed Erzegovina | Cronologia completa delle presenze e delle reti in nazionale ― Bosnia ed Erzegovina |
| Data                                                                                | Città                                                                               | In casa                                                                             | Risultato                                                                           | Ospiti                                                                              | Competizione                                                                        | Reti                                                                                | Note                                                                                |
| ----------------------------------------------------------------------------------- | ----------------------------------------------------------------------------------- | ----------------------------------------------------------------------------------- | ----------------------------------------------------------------------------------- | ----------------------------------------------------------------------------------- | ----------------------------------------------------------------------------------- | ----------------------------------------------------------------------------------- | ----------------------------------------------------------------------------------- |
| 28-2-2001                                                                           | Zenica                                                                              | Bosnia ed Erzegovina                                                                | 1 – 1                                                                               | Ungheria                                                                            | Amichevole                                                                          | -                                                                                   | 82’                                                                                 |
| 23-6-2001                                                                           | Shah Alam                                                                           | Bahrein                                                                             | 0 – 1                                                                               | Bosnia ed Erzegovina                                                                | Amichevole                                                                          | -                                                                                   |                                                                                     |
| 25-6-2001                                                                           | Shah Alam                                                                           | Malaysia                                                                            | 2 – 2                                                                               | Bosnia ed Erzegovina                                                                | Amichevole                                                                          | -                                                                                   |                                                                                     |
| 22-7-2001                                                                           | Bihać                                                                               | Bosnia ed Erzegovina                                                                | 2 – 2                                                                               | Iran                                                                                | Amichevole                                                                          | -                                                                                   | 46’                                                                                 |
| 2-2-2005                                                                            | Teheran                                                                             | Iran                                                                                | 2 – 1                                                                               | Bosnia ed Erzegovina                                                                | Amichevole                                                                          | -                                                                                   | 64’                                                                                 |
| Totale                                                                              |                                                                                     | Presenze                                                                            | 5                                                                                   |                                                                                     | Reti                                                                                | 0                                                                                   |                                                                                     |

| Cronologia completa delle presenze e delle reti in nazionale ― Croazia under 21 | Cronologia completa delle presenze e delle reti in nazionale ― Croazia under 21 | Cronologia completa delle presenze e delle reti in nazionale ― Croazia under 21 | Cronologia completa delle presenze e delle reti in nazionale ― Croazia under 21 | Cronologia completa delle presenze e delle reti in nazionale ― Croazia under 21 | Cronologia completa delle presenze e delle reti in nazionale ― Croazia under 21 | Cronologia completa delle presenze e delle reti in nazionale ― Croazia under 21 | Cronologia completa delle presenze e delle reti in nazionale ― Croazia under 21 |
| Data                                                                            | Città                                                                           | In casa                                                                         | Risultato                                                                       | Ospiti                                                                          | Competizione                                                                    | Reti                                                                            | Note                                                                            |
| ------------------------------------------------------------------------------- | ------------------------------------------------------------------------------- | ------------------------------------------------------------------------------- | ------------------------------------------------------------------------------- | ------------------------------------------------------------------------------- | ------------------------------------------------------------------------------- | ------------------------------------------------------------------------------- | ------------------------------------------------------------------------------- |
| 22-9-1994                                                                       | Poděbrady                                                                       | Croazia under 21                                                                | 0 – 0                                                                           | Turchia under 21                                                                | Amichevole                                                                      | -                                                                               |                                                                                 |
| Totale                                                                          |                                                                                 | Presenze                                                                        | 1                                                                               |                                                                                 | Reti                                                                            | 0                                                                               |                                                                                 |

## Palmarès

### Club
- Campionato bosniaco: 2

Široki Brijeg: 2003-2004, 2005-2006
- Druga hrvatska nogometna liga: 1

Dugopolje: 2011-2012